# Chung Mong-joon
Chung Mong-joon ((kor. 정몽준), ur. 17 października 1951 w Seulu) – południowokoreański przedsiębiorca, polityk i działacz sportowy.
Jest szóstym synem Chunga Ju-yunga, założyciela i długoletniego właściciela koncernu Hyundai. Studiował ekonomię na Narodowym Uniwersytecie Seulskim, a następnie odbył studia Master of Business Administration na Massachusetts Institute of Technology oraz uzyskał doktorat w dziedzinie stosunków międzynarodowych na Johns Hopkins University.
W latach 80. XX wieku był prezesem spółki Hyundai Heavy Industries, zajmującej się ciężkim przemysłem maszynowym, w tym stoczniowym. W 2002 roku, po śmierci Chunga Ju-yunga, spółka została wydzielona z koncernu Hyundai, Chung Mong-joon pozostał jej głównym udziałowcem. Z majątkiem szacowanym na 900 mln $ znalazł się na 40. miejscu listy najbogatszych ludzi w Korei Południowej w 2020 roku.
W 1988 roku Chung Mong-joon rozpoczął działalność polityczną, został wybrany do Zgromadzenie Narodowego z okręgu Ulsan. Dwukrotnie (w 2002 i 2012 roku) startował w wyborach prezydenckich, ale wycofywał swoją kandydaturę przed głosowaniem. W 2012 roku startował również w wyborach na burmistrza Seulu.
Od młodości interesował się sportem (zwłaszcza piłką nożną, koszykówką i narciarstwem). W latach 1983–1985 był prezesem Koreańskiego Związku Łucznictwa. W 1993 został prezydentem Koreańskiego Związku Piłki Nożnej, a rok później wiceprzewodniczącym Międzynarodowej Federacji Piłki Nożnej. Jego zabiegi o przydzielenie Korei Południowej organizacji Mistrzostw Świata w Piłce Nożnej w 2002 roku zakończyły się sukcesem.
Ze stanowiska wiceprzewodniczącego FIFA Chung Mong-joon zrezygnował w 2011. W 2015 zgłosił chęć kandydowania na jej przewodniczącego. W tym samym czasie został oskarżony o nieetyczne działania podczas zabiegów o zorganizowanie w Korei piłkarskich mistrzostw świata w 2018 i 2022 roku. Oświadczył wówczas, że próby zawieszenia mają na celu uniemożliwienie mu kandydowanie na przewodniczącego FIFA. Nałożono na niego sześcioletni zakaz działalności, potem zredukowany do 15 miesięcy.